# Anne Spencer
Anne Spencer, pseudonimo di Annie Bethel Spencer (Contea di Henry, 6 febbraio 1882 – Lynchburg, 27 luglio 1975), è stata una poetessa e attivista statunitense impegnata con il New Negro Movement e il Rinascimento di Harlem. Fu la prima donna afro-americana ad essere inclusa nella  Norton Anthology of American Poetry.

## Biografia

### Infanzia e formazione
Unica figlia di Joel Cephus Bannister e di Sarah Louise Scales, due ex schiavi in una piantagione, Annie nacque in Virginia nella Contea di Henry e, dopo la separazione dei genitori, rimasti però in ottimi rapporti, si trasferì con la madre in Virginia Occidentale, restando sempre in contatto col padre.
Qui frequentò il Virginia Seminary, dove incredibilmente i neri erano ammessi, concludendo gli studi nel 1899 col massimo dei voti; dopo aver conseguito la laurea, divenne un'insegnante presso Elkhorn, in West Virginia, dal 1899 al 1901.

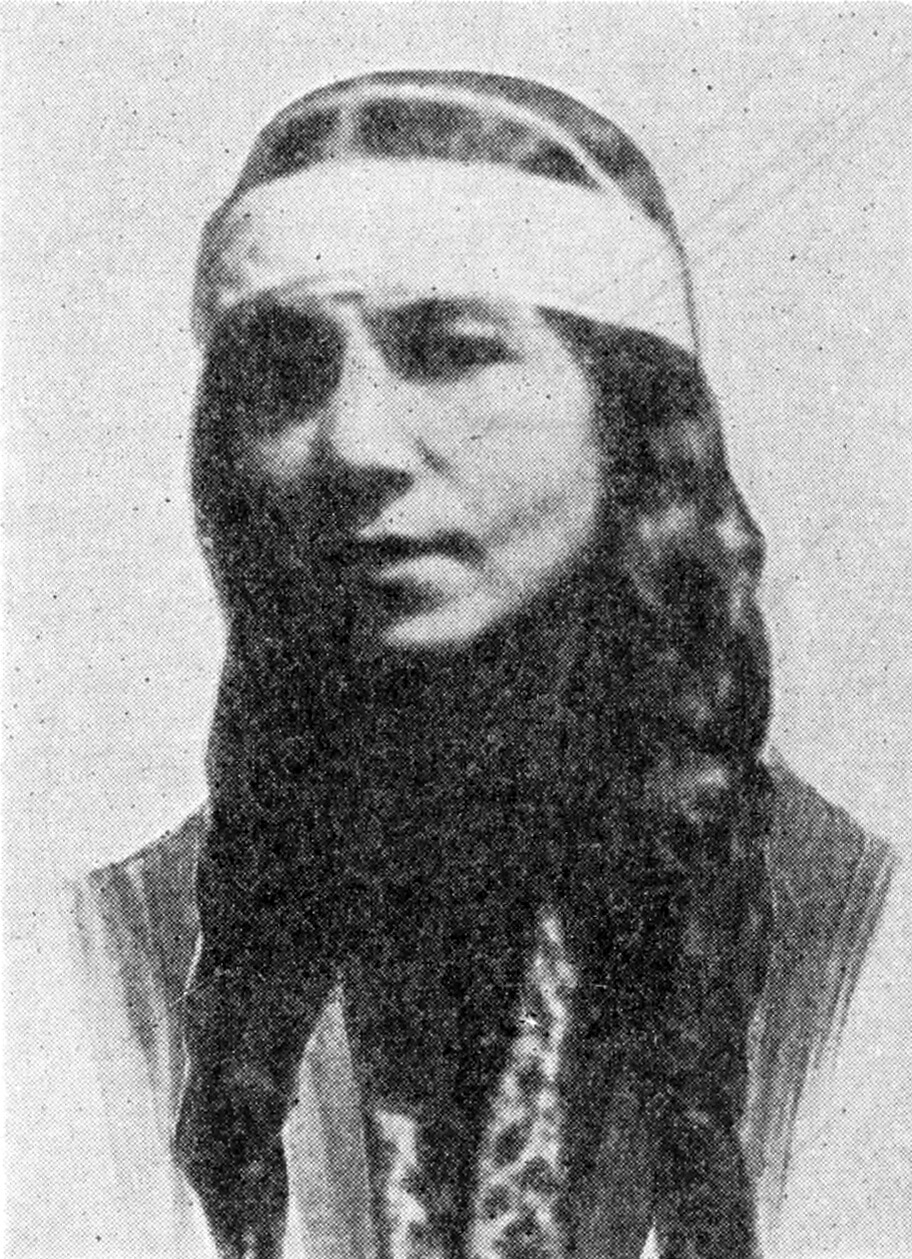
Anne Spencer nel 1900

## Carriera
Già quando ancora era una studentessa al Virginia Seminary, scrisse la sua prima poesia, "The Skeptic", andata oggi perduta, e continuando a dedicare tutta la sua vita alla poesia, "per registrare i suoi pensieri", come diceva lei. Le poesie della Spencer trattavano soprattutto questioni femministe, di sesso, razza, natura e della dura realtà del mondo in cui viveva.
Dal 1903 fino alla morte, avvenuta nel 1975, visse e lavorò nella sua casa al 1313 di Pierce Street nella città di Lynchburg, in Virginia, acquisendo una crescente popolarità e un ruolo di spicco nella comunità locale e nella National Association for the Advancement of Colored People. In particolare era molto legata all'ambiente del giardino, dove lavorava maggiormente, e che, assieme alla natura in generale, ritorna spesso come tema centrale nelle sue poesie.
La maggior parte della sua opera si concentra durante il Rinascimento di Harlem, il quale le consentì di entrare in contatto con numerosi intellettuali e artisti tra cui James Weldon Johnson, che ne apprezzò e lodò molto il talento poetico e, nel 1919, le suggerì di firmare i suoi lavori come Anne Spencer. Fu proprio durante il 1919 che Johnson scoprì la poesia di Anne e, lavorando tramite H.L. Mencken, l'editore di Johnson, pubblicò la prima poesia di Anne, Before the Feast at Shushan, nel febbraio 1920.
Pubblicata per la prima volta nel 1923 e mai più ristampata finché la Spencer fu in vita, la sua opera White Things venne segnalata da Keith Clark in Notable Black American Women come "la quintessenza del poema di protesta".

## Vita privata
Nel 1899 conobbe l'attivista afroamericano Charles Edward Spencer, con il quale si sposò il 15 maggio 1901 e rimase insieme fino alla morte. La coppia ebbe tre figli, Bethel, Alroy e Chauncey Spencer, il quale ha poi continuato l'attività di attivismo della madre, svolgendo un ruolo di primo piano nel servizio militare durante la seconda guerra mondiale.

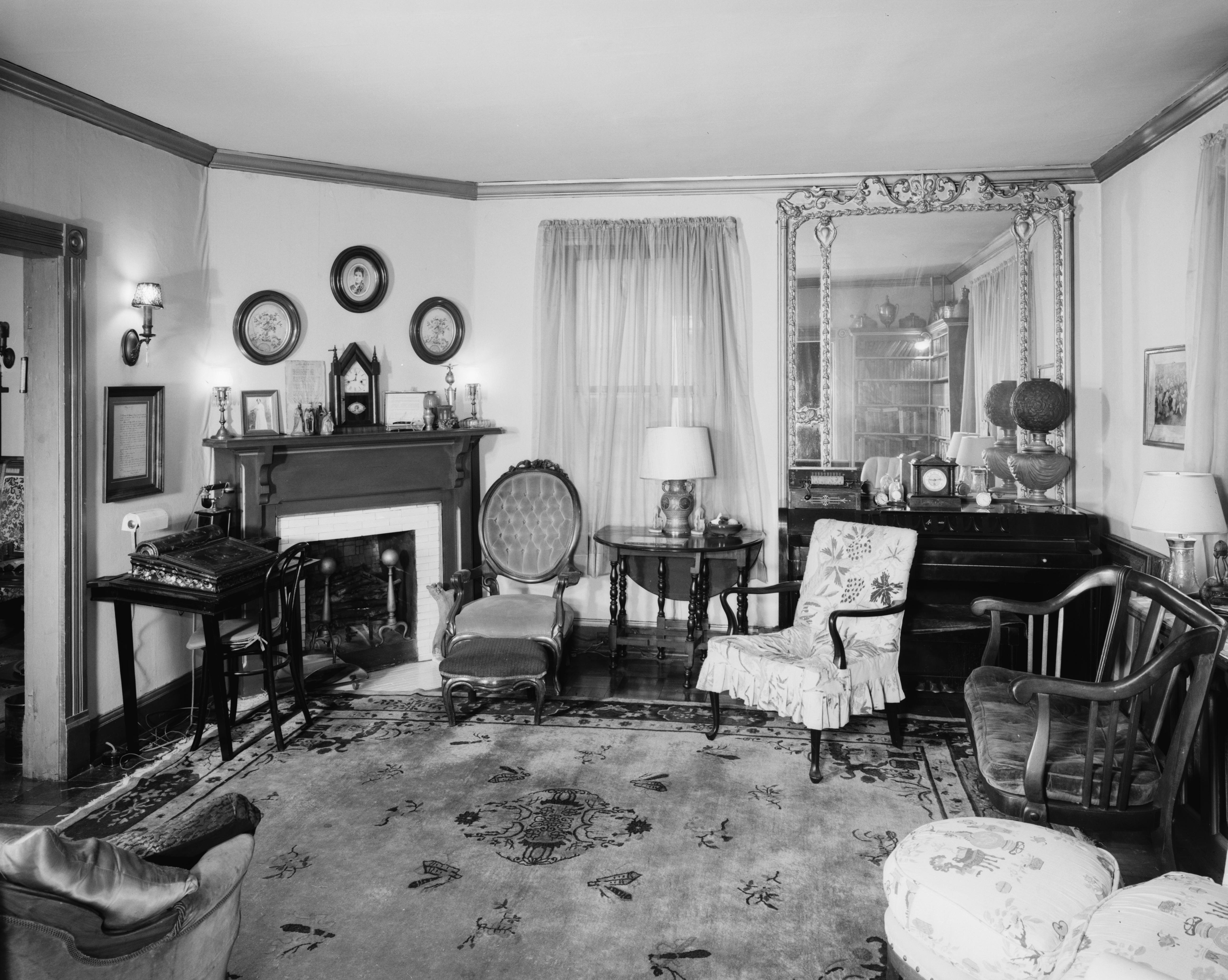
Interno della casa di Anne Spencer

## Morte
Anne Spencer morì all'età di 93 anni, il 27 luglio 1975.
In seguito alla sua morte, la casa di Anne e Charles Spencer divenne un importante salotto intellettuale per grandi personalità della comunità nera dell'epoca, come Langston Hughes, Marian Anderson, George Washington Carver, Thurgood Marshall, e ancora James Weldon Johnson e William Edward Burghardt Du Bois, nonché il grande Martin Luther King.
Le carte e gli scritti della Spencer sono conservati presso la sua abitazione a Lynchburg (Virginia), trasformata oggi in una casa museo.